# Ford Tempo

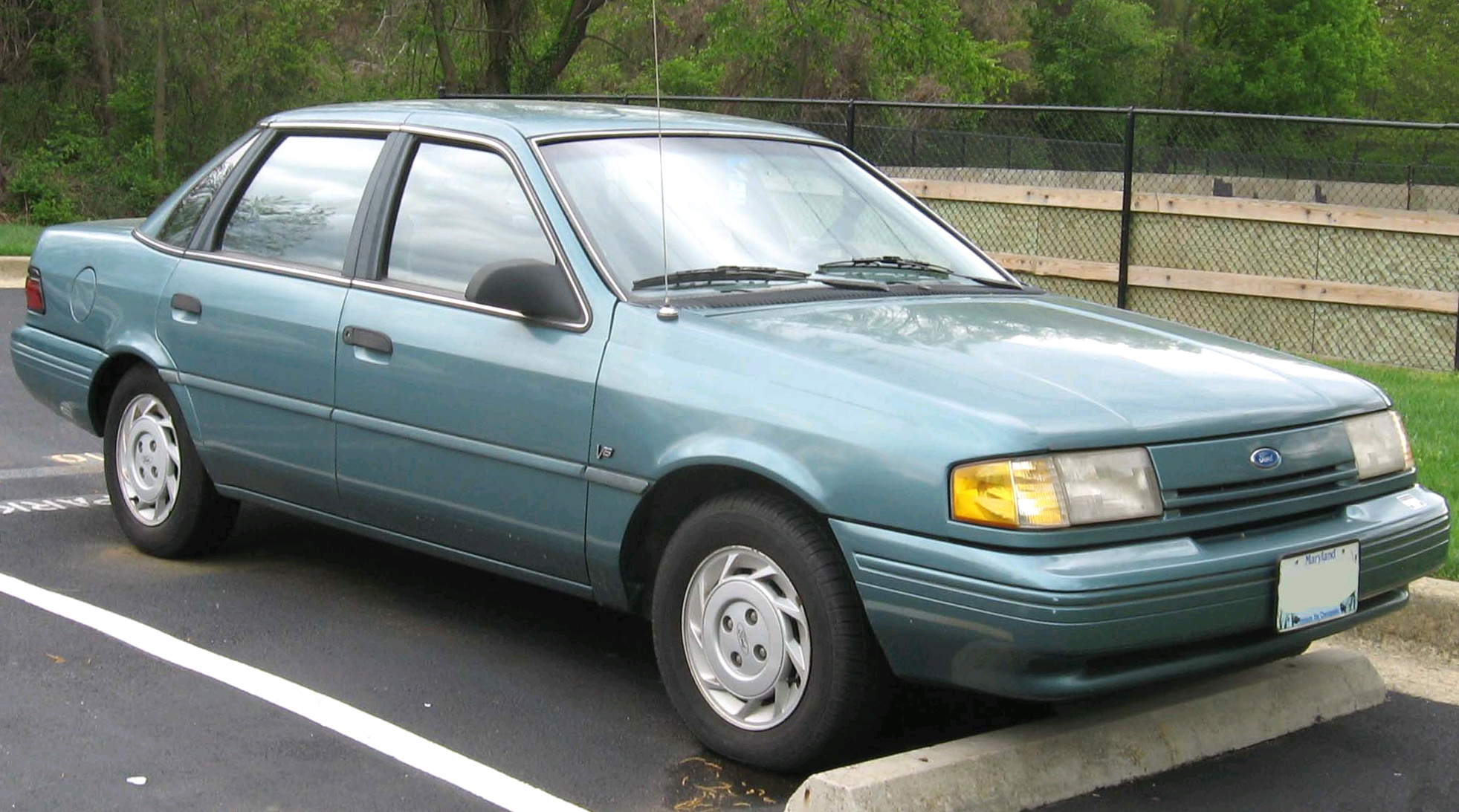
Ford Tempo de 1992-1994.

La Ford Tempo est une automobile produite par Ford entre 1984 et 1994. Elle a aussi été vendue sous le nom de Mercury Topaz.

## Développement
Le design et la vie de la Tempo ont commencé à la fin des années 1970, alors que Ford se préparait à adopter une philosophie de conception plus ergonomique, plus efficace et plus aérodynamique. La nouvelle philosophie de conception était due, en partie, au vieillissement des Ford Pinto et Ford Maverick et à deux embargos pétroliers qui ont conduit à une augmentation des ventes de véhicules importés plus économes en carburant. Prenant note de cela, Ford a entrepris de révolutionner l'industrie automobile et a jeté les bases de trois véhicules révolutionnaires: la Thunderbird de 1983 (et son homologue de Mercury, la Cougar), la Tempo de 1984 (et son homologue de Mercury, la Topaz), et, plus tard, la Taurus (et son homologue de Mercury, la Sable). La Tempo et la Topaz étaient basées sur une version allongée de la plate-forme à traction avant utilisée sur la Ford Escort, mais avec de nouvelles carrosseries radicales. Étant basé sur l'Escort, la Tempo et la Topaz, contrairement à leurs prédécesseurs la Fairmont et la Zephyr, étaient à traction avant. En les rendant à traction avant, l'espace intérieur était beaucoup plus grand que si elles avaient été à traction arrière. Les conceptions de la boîte-pont ont également été largement empruntées à la Ford Escort. Cependant, il y avait peu de composants communs en raison de la taille plus grande des Tempo et Topaz.
En décembre 1978, les essais en soufflerie ont commencé sur la Tempo, avec plus de 450 heures d'essais qui ont abouti à plus de 950 modifications de conception différentes. Dans le cadre de ces changements, la Tempo et la Topaz comportaient toutes deux des pare-brise à 60°, correspondant à ceux des nouvelles Thunderbird et Cougar. Les cadres de porte inspirés des avions, apparus à l'origine sur la Thunderbird/Cougar, sont également nouveaux. Ces cadres de porte enveloppés sur le bord du toit amélioraient l'étanchéité, permettaient de dissimuler les rails d'égouttement et nettoyaient considérablement la zone du montant A de la voiture. La voie arrière a également été élargie, créant plus d'efficacité aérodynamique. La calandre avant était plus décontractée et le bord avant du capot était réglé pour une netteté aérodynamique. Les roues ont été poussées vers les bords de la carrosserie, diminuant les zones où la turbulence de l'air serait créée. L'arrière des voitures a subi autant de changements. La lunette arrière était également allongée à 60 degrés et le couvercle du coffre était surélevé plus haut que les vitres latérales. Cela a permis à l'air de s'écouler plus facilement de la voiture et a permis une plus grande efficacité énergétique. De la vue de côté, ce coffre surélevé créait un look de coin à la voiture qui était particulièrement proéminent sur les versions coupé deux portes.
Tous ces changements ont créé un coefficient de traînée (Cx) de 0,36 pour la voiture deux portes (0,37 pour la quatre portes), qui était égal au Cx de la nouvelle Ford Thunderbird «aéro». Ford s'est efforcé de rendre chaque niveau de finition attrayant, pas seulement les versions haut de gamme comme c'était la coutume à Détroit[citation nécessaire]. Lorsque la Tempo est sortie en 1983 en tant que modèle de 1984, elle est devenue un succès instantané, avec plus de 107 000 modèles deux portes et plus de 295 000 modèles quatre portes vendus la première année. La publicité initiale mettait en vedette une berline Tempo effectuant un looping sur une piste de cascade. Les publicités vantaient la Tempo comme étant "la toute nouvelle berline aérodynamique américaine" et énuméraient des fonctionnalités telles que "l'ordinateur d'automobile le plus avancé au monde", appelé "EEC-IV", qui aurait la capacité de surveiller jusqu'à sept fonctions essentielles du moteur et notait que l'intérieur était plus spacieux aux sièges arrière que dans une Mercedes-Benz 300D. D'autres publicités comportaient le slogan « Prenez la Tempo de votre vie ».

## Première génération (1984-1987)
Les Tempo et Topaz de première génération ont été mis en vente le 26 mai 1983, en tant que modèles de 1984 et égalaient la longueur d'une Chevrolet Citation de l'époque, à laquelle c'était une réponse[citation nécessaire]. La Ford Fairmont, qui a été produite pour la dernière fois en 1983, a été plus directement remplacée par la Ford LTD, qui a été introduite pour l'année modèle 1983.
Bien que la Fairmont (avec un empattement de 2 680 mm et une longueur de 4 923 mm) soit relativement plus grande que la Chevrolet Celebrity à traction avant de taille moyenne de General Motors (à empattement de 2 662 mm et longueur de 4 783 mm) et ayant une longueur similaire à la prédécesseur de la Fairmont, la Maverick (avec un empattement de 2 791 mm et une longueur de 4 925 mm), la Tempo avait été conçue en tant que versions berline et coupé de la Ford Escort, et les deux véhicules appartenaient à des catégories similaires, semblable à la Jetta de Volkswagen qui était la version berline et coupé à malle de la Golf berline à hayon.
La Tempo a été la première réduction de taille de voiture compacte de Ford, quatre ans seulement après que GM ait réduit la taille de ses voitures compactes en 1979 pour les années modèles 1980; deux ans et demi après l'introduction des voitures compactes à plate-forme K de Chrysler. Le pare-brise avant et la lunette arrière étaient tous deux réglés à des angles de 60 °, le coffre de la voiture étant placé plus haut que les vitres latérales pour permettre une meilleure efficacité énergétique et une meilleure circulation de l'air. La Tempo quatre portes utilisait des fenêtres de quart arrière dans les montants C tandis que la Topaz quatre portes recevait un arrangement plus formel de montant C sans fenêtres de quart arrière. L'avant de la voiture comportait un ensemble de deux phares halogènes à faisceau scellé encastrés dans des "seaux" chromés et la calandre entre les phares comportait quatre minces rails horizontaux chacun inclinés vers l'arrière pour permettre une plus grande circulation d'air dans le compartiment moteur et sur le capot. La Tempo partageait une grande partie de son langage de conception avec la Ford Sierra européenne, lancée un an plus tôt.
La Tempo de première génération était équipée de série d'un nouveau moteur essence quatre cylindres en ligne HSC de 2,3 L avec un carburateur à un barril, avec un moteur diesel quatre cylindres de Mazda en option. Accouplé à l'un ou l'autre de ces moteurs, il y avait le choix d'une transmission manuelle IB4 à quatre vitesses en standard ou d'une transmission manuelle MTX-III à cinq vitesses en option (qui était la norme et la seule option pour la variante à moteur diesel), ou la boîte automatique FLC à trois vitesses en option avec un levier de vitesses au sol. À la fin de 1985, la transmission manuelle à cinq vitesses est devenue standard et la transmission à quatre vitesses a été abandonné. De plus, une légère modification a été apportée à la transmission à cinq vitesses, déplaçant la position «R» sur le pommeau de levier de vitesses depuis la droite à côté de la première vitesse vers le coin inférieur opposé. Cela a été fait pour réduire la possibilité de passer par erreur en marche arrière plutôt qu'en première vitesse pendant le démarrage. Le tableau de bord présentait une nouvelle disposition de jauge plus facile à lire, avec tous les interrupteurs et commandes placés à portée de main du conducteur. Au début de 1985, la Tempo est devenue la première automobile américaine de production à présenter un coussin gonflable côté conducteur comme système de retenue supplémentaire. En 1984, Ford a conclu un contrat avec la General Services Administration et le Department of Transportation pour la fourniture de 5 000 Tempo équipées de coussins gonflables. La moitié a également reçu un pare-brise spécial conçu pour minimiser les lacérations des passagers, et toutes ont été les premières bénéficiaires des feux stop surélevés qui sont devenus requis par la loi en 1986.
En octobre 1985, la Tempo et la Topaz ont vu de nombreux changements de conception modérés pour 1986 qui ont coïncidé avec la sortie de la Taurus de 1986 alors nouvelle et révolutionnaire. Bien que généralement considérée comme la même voiture, le style des extrémités avant et arrière était l'endroit où les changements étaient les plus évidents. Les phares standard à halogènes rectangulaires et à faisceau étanche ont été remplacés par de nouvelles conceptions en composites et en plastique qui ne nécessitaient que le remplacement de l'ampoule elle-même. Ces nouveaux phares étaient encastrés pour correspondre aux feux d'angle avant redessinés et à une calandre fraîchement restylée, qui correspondait également étroitement à celle de la Taurus (la Topaz a reçu une calandre avec une pseudo-barre lumineuse inspirée de la Sable). Pour l'arrière, le coffre et les feux arrière ont été légèrement redessinés, donnant à la voiture un look plus net. Le carburateur du moteur quatre cylindres de 2,3 L était remplacé par un nouveau système d'injection centrale de carburant (ICC) (la version à carburateur était encore disponible au Canada jusqu'en 1987). Nouveau était une finition optionnelle de luxe "LX", remplaçant la GLX. D'autres changements et améliorations comprenaient l'ajout de bretelles de ceinture de sécurité avant à rétraction automatique et l'ajout d'un nouveau modèle à traction intégrale. La Tempo à transmission intégrale comprenait des badges spéciaux et des badges intérieurs. Les autres caractéristiques disponibles comprenaient un support lombaire électrique, un siège conducteur à quatre réglages électriques et un lecteur de cassette.
De 1985 à 1987, il y avait aussi la Sport GL, qui comprenait des éléments de style intérieur et extérieur uniques, une version HSO (rendement spécifique élevé) du moteur HSC de 2,3 L (avec un peu plus de puissance), des jantes en alliage, un compte-tours et un rapport de démultiplication plus rapide pour la boîte de vitesses manuelle à cinq vitesses (transmission finale de 3,73). Elle portait simplement un badge «GL», mais la Sport GL était plus facilement reconnaissable car elle manquait des pare-chocs avant et arrière chromés de la GL. Pour 1987, la Topaz a reçu un système de transmission intégrale standard pour les niveaux de finition GS-AWD et LS-AWD. Ce système de transmission intégrale (développé exclusivement pour la Tempo et la Topaz) était disponible pour les années modèles 1987 à 1991.
Les niveaux de finition pour la Tempo de première génération sont les suivants:
- L (modèle d'entrée de gamme)
- GL (de niveau intermédiaire et de loin le modèle le plus vendu[citation nécessaire])
- LX (introduit en 1986 en tant que modèle de luxe, remplaçant la GLX)
- GLX (modèles de 1984 et 1985 uniquement)
- AWD (1987 seulement, la seule traction intégrale de l'année modèle était disponible pour le coupé)

Les niveaux de finition pour la Topaz de première génération sont les suivants:
- L (modèle de base dépouillé disponible pour l'année modèle 1984)
- GS (équivalent Topaz de la Tempo GL, milieu de gamme)
- GS-AWD (Topaz GS avec transmission intégrale de série, année modèle 1987 uniquement)
- LS (niveau de finition luxe/haut de gamme)
- LS-AWD (Topaz LS avec transmission intégrale de série, année modèle 1987 uniquement)
- XR5 (modèle de performance sport disponible pour l'année modèle 1987 seulement; toutes les XR5 étaient des coupés)

## Deuxième génération (1988-1994)
Les berlines Tempo et Topaz ont fait l'objet d'une refonte majeure pour 1988, tandis que les coupés ont plutôt été rénovés, tous arrivés en novembre 1987,. Les changements ont donné à la Tempo et à la Topaz un aspect encore plus similaire à la Taurus et à la Sable, respectivement. À l'avant de la Tempo, une calandre entièrement redessinée comportait trois minces barres horizontales chromées avec le logo Ovale Bleu de Ford au centre, avec deux phares rectangulaires en composite encastrés avec des boîtiers de clignotants avant redessinés de chaque côté. Sur la Tempo GLS, cette calandre chromée était noircie, et elles ont reçu un pilier "D" noirci. Pour l'arrière, les feux arrière ont subi une refonte majeure et sont maintenant complètement encastrés. Une lunette arrière redessinée a été conçue pour s'harmoniser et se fondre uniformément avec la garniture des portes arrière entièrement redessinée. La Topaz était différenciée de la Tempo par une lunette arrière plus formelle, une calandre de style cascade, des roues plus haut de gamme et des feux arrière rouges solides.
L'intérieur des modèles berline et coupé a vu un tout nouveau design de tableau de bord, avec un groupe de jauges central (maintenant avec une jauge de température du moteur en standard) et des commandes pour conducteur plus ergonomiques. Les commandes du ventilateur et des essuie-glaces étaient maintenant montées sur des commutateurs de type rotatif de chaque côté du tableau de bord, et les commandes du HVAC ont reçu une nouvelle disposition avec commandes à bouton-poussoir. D'autres changements comprenaient des panneaux de porte intérieurs retravaillés. Un airbag côté conducteur a continué en tant qu'option, alors une rareté pour une voiture de niveau économique. Sur les Tempo LX et AWD, l'intérieur a reçu des garnitures en chrome et en bois sur le tableau de bord et les portes. Les modèles Topaz comprenaient le groupe de jauges équipé d'un tachymètre et un accoudoir central avant de série.
La Tempo et la Topaz de l'année modèle 1991 (la dernière année du look restylé de 1988) ont vu l'abandon de la transmission intégrale, ainsi que de la Tempo L d'entrée de gamme désormais exclusive sur le marché canadien. Pour 1992, la Tempo et la Topaz ont connu un léger remaniement ; la Tempo a gagné des garnitures latérales couleur carrosserie (remplaçant les garnitures noires et chromées) ainsi que des pare-chocs couleur carrosserie. La calandre à trois barres chromée de la Tempo a également été remplacée par une nouvelle calandre monochromatique couleur carrosserie, tandis que la calandre chromée de la Topaz a été remplacée par une nouvelle barre lumineuse non fonctionnelle.
Aussi pour 1992, le moteur V6 Vulcan de 3,0 L, emprunté aux modèles Taurus et Sable, a été introduit en option pour les modèles GL et LX, et était le moteur standard dans la GLS. L'année modèle 1992 serait la dernière année de la GLS, car elle a été abandonnée (avec son homologue de la Topaz) en 1993. Cela a laissé la Tempo avec seulement deux options de niveau de finition, GL et LX. 1992 a également amené un groupe de jauges légèrement repensé, avec des tachymètres affichant maintenant jusqu'à 7 000 tr/min au lieu des 6 000 tr/min précédents. De plus, un indicateur du côté de la porte de carburant a été ajouté à la jauge de carburant (une flèche pointant vers le côté de la voiture où se trouvait la porte de carburant). 1992 a été la seule année pour les modèles américains à disposer d'un indicateur de vitesse de 120 MPH (modèles GLS, XR5 et LTS uniquement); toutes les autres années modèle avaient un indicateur à 85 MPH. 1994 était la dernière année modèle pour la Ford Tempo (et la Mercury Topaz), avec un arrêt de la production au premier trimestre de 1994[citation nécessaire].
Les niveaux de finition pour la deuxième génération de Ford Tempo sont les suivants:
- L (modèle d'entrée de gamme, abandonné en 1991)
- GL (modèle de niveau intermédiaire)
- AWD (bien qu'annoncé par Ford comme un niveau de finition distinct, le modèle AWD était en fait construit sur une carrosserie de LX, comme en témoigne le code de la carrosserie. Arrêté en 1991)
- LX (modèle de luxe, uniquement disponible en berline quatre portes)
- GLS (a remplacé la Sport GL en tant que modèle axé sur la performance, abandonné en 1992)

Les niveaux de finition pour la deuxième génération de Mercury Topaz sont les suivants:
- GS (équivalent Topaz de la Tempo GL, modèle milieu de gamme, disponible entre novembre 1987 et 1994)
- GS-AWD (Topaz GS avec transmission intégrale de série, disponible entre novembre 1987 et 1991)
- LS (niveau de finition de luxe/haut de gamme, abandonné après 1992)
- LS-AWD (Topaz LS avec transmission intégrale de série, disponible entre novembre 1987 et 1991)
- XR5 (modèle de performance sport disponible de novembre 1987 à 1992, uniquement disponible en coupé; livré avec le moteur V6 de 3,0 L de série pour 1992)
- LTS (Variante à quatre portes de la XR5, "LTS" signifie Luxury Touring Sedan, disponible de novembre 1987 à 1992)

## Fin de production
En 1994, Ford a présenté la Ford Contour et la Mercury Mystique en remplacement des Tempo et Topaz, partageant les ressources des entreprises de Ford Europe. Bien que très innovantes dans ses premières années, et même si elle se vendait bien pendant presque toute sa durée de vie, au début des années 1990, la Tempo et la Topaz étaient considérées comme ayant une plate-forme vieillissante. Elles manquaient également d'une transmission automatique avec surmultiplication par rapport aux nouvelles transmissions automatiques à 4 vitesses. C'était aussi la dernière année pour le moteur HSC de 2,3 L, qui a été spécifiquement construit par Ford pour les Tempo et Topaz. En outre, ce devait être la dernière année pour la transmission automatique FLC à 3 vitesses; bien qu'elle ait été légèrement redessinée, avec ajout de la surmultiplication, et a été utilisé sur la Ford Escort et la Mercury Tracer. Compte tenu de tous ces facteurs, Ford a arrêté la production de la Tempo le 25 mars 1994, lorsque la dernière a quitté la chaîne de montage de Claycomo, Missouri. Elle a été remplacée par la Ford Contour, un dérivé de la Ford Mondeo européenne. Le prix a augmenté: la Tempo de 1994 la plus chère (une berline LX tout option avec un V6) coûtait environ 12 900 $ US (20 784 $ en dollars de 2016), tandis qu'une Contour de base de 1995 (GL avec moteur quatre cylindres et transmission manuelle) coûtait 13 990 $ (22 540 $ en dollars de 2016). Les dernières Ford Tempo et Mercury Topaz sont sorties de la chaîne de montage d'Oakville, Ontario, Canada, le 20 mai 1994.
Le nouveau Ford Windstar de 1995 a ensuite été construit à l'usine ontarienne qui construisait autrefois la Tempo et la Topaz, tandis que l'usine de Kansas City a été chargée de la production de la Ford Contour/Mercury Mystique (partagée avec une usine à Hermosillo, au Mexique). Aujourd'hui, la Ford Fusion occupe la même niche de marché que la Tempo et la Topaz.

## Chiffres de production
La Ford Tempo a été un énorme succès commercial pour Ford. C'était l'une des dix voitures les plus vendues aux États-Unis, généralement dans le top cinq, pendant toute sa production. En 1984, Ford a vendu un total de 531 468 exemplaires de Tempo et Topaz, près de 100 000 unités de plus que la Toyota Camry la plus vendue de l'époque. Vous trouverez ci-dessous une liste des chiffres de production annuels par année modèle pour la Tempo.
| Année modèle | Unités    |
| ------------ | --------- |
| 1984         | 402 214   |
| 1985         | 339 087   |
| 1986         | 277 671   |
| 1987         | 282 632   |
| 1988         | 313 262   |
| 1989         | 240 904   |
| 1990         | 218 426   |
| 1991         | 185 845   |
| 1992         | 207 340   |
| 1993         | 154 762   |
| 1994         | 110 399   |
| Total        | 2 732 542 |